# Walter Paepcke
Walter Paepcke (29. Juni 1896 in Chicago – 13. April 1960) war ein amerikanischer Industrieller und Philanthrop.

## Leben
Walters Eltern waren Hermann Paepcke, ein Einwanderer aus Mecklenburg, und Paula Paepcke (geb. Wagner), Tochter deutscher Einwanderer. Vater Hermann besaß ein Sägewerk und eine Kartonfabrik. Walter erhielt 1913 seinen Abschluss an der Latin School of Chicago. Anschließend arbeitete er für seinen Vater und übernahm schließlich die Führung der Firma Chicago Mill & Lumber, Co. Nach dem Tod seines Vaters 1922 begann Paepcke Pappkartons und Papier herzustellen.
Nach der Übernahme anderer Firmen gründete Paepcke 1926 die Container Corporation of America (CCA). Sie stellte Verpackungen her für Kunden wie Procter & Gamble, Sears Roebuck und General Electric.
Paepcke gründete das Aspen Institute und trug dazu bei, den Skisport in den Vereinigten Staaten populär zu machen.
Paepckes Frau Elizabeth war die Schwester des Diplomaten Paul Nitze.